# Gail Kim
Gail Kim (Toronto, 20 de febrer de 1976) és una lluitadora professional, model i actriu canadenca d'ascendència coreana, que actualment treballa a la World Wrestling Entertainment a la marca RAW. Anteriorment va treballar a la Total Nonstop Action Wrestling.
Entre els seus triomfs cal destacar un Campionat Femeni de la WWE i ser la primera Campiona Femenina de la TNA.